# Johann George Haag
Johann George Haag (* 1709; † 30. Dezember 1779 in Berlin) war Kammergerichtsrat und Hausvogt in Berlin.

## Leben
Der Vater Johann Haag (1676–1760) war langjähriger Pfarrer in Gesees bei Bayreuth, der Bruder Georg Wilhelm Haag (1716–nach 1781) Sekretär am Kammergericht Berlin, der Bruder Johann Carl August Haag (1723–1808) Pfarrer in Gesees.
Johann George Haag besuchte das Gymnasium in Bayreuth und studierte ab 1729 Jura in Halle
Seit 1732/34 war er Kammerrat in Berlin, die ersten Jahre ohne Gehalt. Von 1746 bis 1755 war er auch Hausvogt des Berliner Schlosses. 1768 erhielt Haag Informationen über das Gartenhaus von Andreas Schlüter vor dem Köpenicker Tor, das er möglicherweise danach kaufte.
Ende 1779 starb Johann George Haag als ältester Rat des ersten Senats am Berliner Kammergericht. Sein Nachfolger wurde Friedrich Wilhelm von Benecke.